# Suicide Silence EP
Suicide Silence EP – mini-album amerykańskiej grupy muzycznej Suicide Silence. Dzięki temu nagraniu zespół stał się o wiele bardziej popularny, niż po wydaniu dwóch pierwszych dem. Tego samego dnia co mini-album został wydany, lecz rok później, wytwórnia z Wielkiej Brytanii, In At The Deep End Records wydała reedycję.

## Lista utworów
1. „Ending Is The Beginning” – 2:37
2. „Swarm” – 3:40
3. „About A Plane Crash” – 2:47
4. „Distorted Thought Of Addiction” – 3:55
5. „Destruction Of A Statue” (Live) – 3:16

## Dodatkowe informacje
Na płycie znalazł się również teledysk do utworu Destruction Of A Statue.